# Junkers Ju 89
Junkers Ju 89 – niemiecki ciężki bombowiec napędzany czterema silnikami Daimler-Benz DB 600 opracowany przed II wojną światową w zakładach Junkersa. Zbudowano jedynie dwa prototypy tego samolotu, seryjna produkcja nigdy nie została podjęta. Pewne rozwiązania konstrukcyjne wykorzystano w następnych samolotach Junkersa.
Od powołania Luftwaffe rozporządzeniem Hitlera z 26 lutego 1935 zdawano sobie sprawę ze znaczenia bombowców strategicznych w przyszłej wojnie. Szef sztabu Luftwaffe, generał Walther Wever doprowadził do rozmów między wytwórniami lotniczymi Dorniera i Junkersa w celu opracowania samolotu bombowego dalekiego zasięgu. Efektem jego zabiegów było opracowanie projektów samolotów Dornier Do 19 i właśnie Ju 89, a ministerstwo lotnictwa Rzeszy zleciło w roku 1935 budowę prototypów.

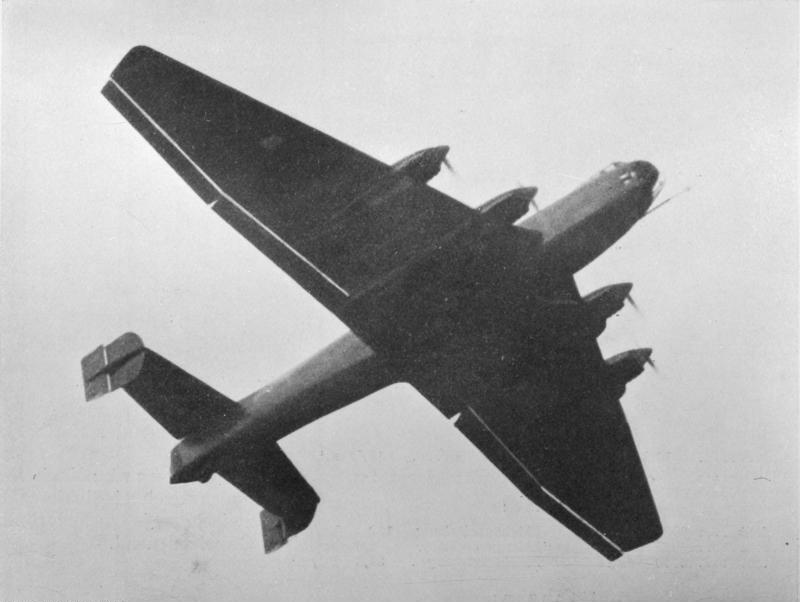
Ju 89 w locie

Oba samoloty były obiecującymi konstrukcjami, lecz o ich dalszym losie przesądziły zmiany w kierownictwie Luftwaffe. Po śmierci Wevera w katastrofie lotniczej, jego następca Albert Kesselring położył nacisk na rozwój lotnictwa taktycznego jako bezpośredniego środka wsparcia pola walki. Zemściło się to na Niemcach podczas bitwy o Anglię w 1940, gdy brak lotnictwa strategicznego skutecznie ograniczał możliwości niemieckiej ofensywy lotniczej. Jedną z przyczyn były ograniczone możliwości surowcowe niemieckiego przemysłu, a zwłaszcza niedostatek surowców strategicznych, który nie pozwalał na wielkoseryjną budowę bombowców strategicznych.
Pierwszy prototyp Ju 89 został oblatany 11 kwietnia 1937 roku, a już 29 kwietnia ministerstwo lotnictwa Rzeszy zrezygnowało z koncepcji budowy bombowców strategicznych. W zakładach Junkersa zbudowano jeszcze drugi prototyp i kontynuowano loty testowe, by zbadać zachowanie się tak wielkich jednostek w locie. Podczas lotów Ju 89 ustanowiły dwa rekordy lotu z obciążeniem na wysokości – pierwszy to wyniesienie ładunku 5 ton na wysokość 9312 metrów, w drugim wyniesiono 10 ton na wysokość 7242 metry. Oba samoloty były następnie używane przez Luftwaffe jako transportowce.
Zainteresowanie Ju 89 wyraziła również Lufthansa, widząc w nich obiecujący punkt wyjścia dla budowy samolotu pasażerskiego dalekiego zasięgu. Doprowadziło to do zbudowania przez Junkersa trzeciego prototypu oznaczonego symbolem Ju 90.
Najprawdopodobniej oba prototypy Ju 89 zostały wycofane ze służby pod koniec roku 1939, choć według niektórych źródeł widziano je jeszcze w pierwszych miesiącach 1940 nad Norwegią.